# Andrzej Krajewski
Andrzej Jan Krajewski (ur. 24 listopada 1949 w Warszawie) – polski dziennikarz i publicysta, prezes zarządu Forum Obywatelskiego Rozwoju (2010–2011).

## Życiorys
Z wykształcenia ekonomista, ukończył w 1971 studia w Szkole Głównej Planowania i Statystyki. W okresie PRL pracował jako dziennikarz „Expressu Wieczornego”, „Razem”, „Przeglądu Technicznego” i „Firmy”. W drugiej połowie lat 70. krótko należał do PZPR. W 1980 wstąpił do „Solidarności”, był członkiem zarządu Regionu Mazowsze i delegatem na I Krajowy Zjazd Delegatów w Gdańsku. Od 1980 do 1982 publikował w „Niezależności”. Po wprowadzeniu stanu wojennego związany z czasopismami drugiego obiegu („Tygodnikiem Wojennym”, „CDN”, „Wyzwoleniem”, „Vacatem”, „Praworządnością”). Wydawał publikacje książkowe w podziemiu, jest autorem pozycji Cicerone (1987), Region USA (1989) i Kiedy Polska (1989). W latach 1986–1987 przebywał na University of Michigan jako stypendysta Programu Fulbrighta. Pod koniec lat 80. był redaktorem nowojorskiego „Nowego Dziennika”.
Przez rok był doradcą ministra finansów Leszka Balcerowicza. Pracował następnie m.in. jako korespondent TVP i Polskiego Radia w Waszyngtonie (1990–1994), był pierwszym redaktorem naczelnym „Przeglądu Reader’s Digest” (1994–2001). Prowadził także zajęcia na Uniwersytecie Warszawskim. Od 2001 do 2003 był zastępcą redaktora naczelnego tygodnika „Forum”. W latach 2003–2005 był wiceprezesem Stowarzyszenia Dziennikarzy Polskich i dyrektorem Centrum Monitoringu Wolności Prasy.
W 2004 bez powodzenia kandydował w wyborach do Parlamentu Europejskiego z listy Platformy Obywatelskiej. Od 2005 freelancer, jest autorem polskiego rozdziału raportu Nations in Transition 2006 fundacji Freedom House. Należy do Stowarzyszenia Wolnego Słowa. W latach 2010–2011 był prezesem zarządu Forum Obywatelskiego Rozwoju.
Od września 2020 do lutego 2021 prowadził autorską audycję w internetowej rozgłośni Halo.Radio. W 2023 nakładem wydawnictwa Nieoczywiste ukazała się jego książka zatytułowana Ulicznicy 2015–2023.

## Odznaczenia
W 2014, za wybitne zasługi w działalności na rzecz przemian demokratycznych w Polsce, za osiągnięcia w podejmowanej z pożytkiem dla kraju pracy zawodowej i społecznej, został odznaczony Krzyżem Kawalerskim Orderu Odrodzenia Polski.